# Власе (Врање)
Власе је насеље у Пољаници, град Врање у Пчињском округу. Према попису из 2022. било је 289 становника (према попису из 1991. било је 461 становника). Од 1955. до 1965. године је ово насеље седиште Општине Власе коју су чинила насељена места: Добрејанце, Драгобужде, Дреновац, Дупељево, Големо Село, Градња, Крушева Глава, Лалинце, Мијаковце, Мијовце, Остра Глава, Рождаце, Сикирје, Смиљевић, Станце, Стрешак, Студена, Трстена, Тумба, Урманица, Ушевце и Власе. После укидања општине подручје бивше општине је у целини ушло у састав општине Врање. Због свог централног положаја у Пољаници, седиште је Основне школе 20. октобар, поште, полицијске станице, амбуланте, ветеринарске станице, испоставе електродистрибуције Југоисток Врање као и месне канцеларије за села бивше општине Власе у периоду од 1945. до 1955. године (Власе, Градња, Драгобужде, Крушева Глава, Рождаце, Смиљевић, Станце, Стрешак, Трстена, Урманица и Ушевце). У Власу је и пијаца која ради четвртком. У центру села је црква Свети Пророк Илија, без свештеника, а сеоска слава (литије, крсте) је четвртак после Духова, тзв. бели четвртак.

## Географија
Ако се пође од најсеверније и најниже тачке атара села (500 м), која је на ушћу Баљковског потока у Ветерницу (где је тромеђа Власа, Градње и Големог Села), граница иде на југозапад уском долином поменутог потока до проширења Обршина, одакле се диже до превоја Власен на путу Драгобужде - Баљковац, наставља тим путем до брега Карагузавица, где је развође изворишта Бајиндолског потока и Калине долине. Ту је тромеђа Власа, Драгобужда и Големог Села. Одатле граница скреће на југ и преко брда Чаилијин шиб (770 м) нагло се спушта у Авдијину долину, пресеца Трстенску реку па се уз долину Слива нагло пење до превоја Оскоруша и виса Остра глава (870 м) који је највиша тачка села и тромеђа Власа, Рождаца и Драгобужда. Граница наставља ка североистоку развођем Трстенске и Рождачке реке, па поред Рождачког гробља и гребеном Велковице стиже до влашког Горњег гробља, одакле скреће на исток, пресеца Рождачку (Станачку) реку на око 200 м пре њеног ушћа у Ветерницу и на истом растојању од реке прати њен ток у правцу југоистока још око 500 м, где је тромеђа Власа, Станца и Ушевца. Ту граница скреће скоро под правим углом ка североистоку, пресеца Ветерницу и Сирењарским потоком пење се до брега Деја (око 690 м) где је тромеђа Власа, Градње и Ушевца. Даље граница иде скоро праволинијски у правцу северозапада пратећи вододелницу Градњанске реке и Ветернице све до пута Власе - Градња. Од овог пута до пута Власе - Големо Село, граница је сложена због густе насељености, сталног досељавања и постојања више установа (школа, амбуланта, бивша пошта) које се налазе на катастарској територији Градње, али у називу имају одредницу „Власе“. Тако административна граница од пута за Градњу наставља поред амбуланте правцем северозапада до пута за Големо Село, а катастарска иде на југ до раскрснице пута па скреће нагло на север, такође до амбуланте. Ту граница скреће на запад, излази на Ветерницу и прати њен ток ка северу, све до споменуте почетне тачке на ушћу Баљковског потока.
Територија Власа има неправилан, развучени облик и протеже се, гледано уопштено, правцем североисток - југозапад. Долином Ветернице, Станачке и Трстенске реке, као и Власачким ридом испресецана је и подељена у неколико специфичних целина. Ветерница дели село на два неједнака дела, како по величини тако и по рељефу.
Источно од ове реке је мањи део села, смештен на доста уједначену косу, која се од границе са Градњом благо спушта ка Ветерници; ту су, почевши од јужне границе, породице Шутковци, Павлине, Шотинци, Деспотови, Димчини, махале Зајци и Шумак, а онда (у центру села) део назван Насип и источно од њега ново насеље Росуља. Део од некадашњег Задружног дома па до излаза из села код Амбуланте, и насеље Росуља су најгушће насељени делови Власа, са елементима урбаног насеља. Овде су смештене установе од значаја за целу Пољаницу: Основна школа, Амбуланта, Месна канцеларија, Пошта, Полицијска станица, Испостава Електродистрибуције Врање, пијаца (на месту некадашње Општине Власе) и шумарева кућа, а активно је и неколико приватних продавница мешовитом робом.
Западно од Ветернице је већи и географски сложенији део, у коме се издвајају три одвојена дела. Први, најмањи део је од јужне границе села, наспрам Сирењарника, па до Рождачке (Станачке) реке; ту је неколико кућа породица Петрићевци и Дзивини. Ова енклава је рекама прилично изолована од осталог дела матичног села.
Други део, средњи по величини, оивичен је Ветерницом, Трстенском реком, границом са Драгобуждем и гребеном Остре главе и Велковице, тј. границом са Рождацем и Станцем. Ту је смештена сеоска црква и два гробља (горње, већ напуштено, и доње у сталном проширењу), као и некадашња основна (четвороразредна) школа и Ветеринарска амбуланта за села Пољанице. Истиче се неколико група кућа од Ветернице па на запад све до моста преко Трстенске реке: Новкови, Гопини, Николинци, Ђерманови, Рашинци, Ђураковци, Величкови, Маријини и Сребрњаци. Нешто више, а даље од Трстенске реке, су Јанини и Мацорови. Следи група кућа породица Ристинци, Илићи и Мурчинци, затим група кућа породица Марковци, Симиџици, Микини и Антини, а нешто даље куће Качарових (Карадаци) и Илића Ђураковских. На самом крају села, у клисури Трстенске реке су куће Жабарових, после које је са те стране реке још само воденица породице Илића Причарских.
Трећи део је највећи и географски најсложенији. Протеже се приближно правцем исток – запад у захвату Власачког рида. Поред Ветернице издвајају се две групе кућа, и то Булушанци (код ушћа Трстенске реке), јужније, и Царинске Луке, северније (код ушћа Баљковског потока). Поред Трстенске реке, гледано узводно, су Малићеви и Бабаиванинци, а онда је обала реке доста стрма па су прве куће Чарапинске удаљене око 500 м, а после још толиког растојања су куће Стајчиних, у ували на ушћу Калине долине. Ту условно могу да се уброје и куће Илића Причарских који су на стрмом вису десно од Калине долине.
Власачки рид је такође сложена целина. Почевши од истока, истиче се Сарајлијско-Куртински (Васин) брег на коме су куће поменутих фамилија и куће породице Јусувци, у чијој близини је прва зараван Власачког рида и репетитор (ТВ и мобилне телефоније). Северно од репетитора је Грујинска махала (породице Милосављевића и Живковића). Следећи брег, западније од навденога, је Ђураковски или Китице, где су куће Здравковића, Ђорђевића и Стојилковића. Даље ка западу је предео познат као Бара, у коме има доста клизишта па и једна мала мочвара; ту су смештене фамилије Рашинци, Каурци, Пулинци, нешто ниже су Здравкови а нешто више, на гребену, Ђешкови. Западније од Баре, на нагибу Калине долине, је Зајчија страна где су породице Дисићи, Илићи, Џамаилови и Васини. Следеће куће су тек на око 800 м западно, на месту Карагузавица, близу границе са Драгобуждем, а ту су породице Чадисинци, Илићи, Копилови и Стојанкини.

## Саобраћај
Кроз Власе пролази пут Врање - Мијовце, који се једним краком, преко обронака Кукавице наставља до Вучја и даље до Лесковца. Овим путем одржава се редовни аутобуски саобраћај за Врање, више пута дневно. Од овог села ка западу (долином Трстенске реке) води пут до села Трстена, који је асфалтиран до Драгобужда, а ка истоку слабији пут за села Градња, Стрешак и Крушева Глава.

## Познати Влашани
Никола Мандрда, хајдук. Родом је из Бабаиванинске породице у Власу. Хајдуковао почетком 19. века на ширем простору Србије, а посебно се истакао у боју на Јухору 1815. године. Био је страх и трепет за Албанске (Арбанашке) зулумћаре око Пољанице. По њему су име добили Мандрдино кладанче у Трстени и Ајдучки кладанац у Лалинцу.
Риста Куљика, сеоски кмет. Био је учесник Првог светског рата, тамо се истакао и стекао чин поднаредника. Иако неписмен, био је бистар и окретан сељак. Сеоски кмет био је између два светска рата и до завршетка Другог светског рата и штитио је сељаке од превеликих намета окупаторских бугарских власти. Испод његове куће извире надалеко позната Ристина чешма, која се одликује питком хладном водом са најмање кречњака.
Јован Качар. Најпознатији пинтер у Власу а и шире. Правио је каце и буриће без металних обруча и било каквог металног дела, све то приручним ручним алатом. Дугице за бурад и каце дотеривао је помоћу чапа, дрвене направе која је одређивала нагиб при обради тако да дугице налегну једна на другу прописно и не пуштају воду. Обруче је правио од јачег лесковог прућа. Иако преке нарави био је јако цењен у селу.
Драгутин Гута Симиџија. У Пољаницу се доселио из села Марганце, општина Трговиште, негде између два светска рата. Прву пекарску радњу отворио и породицу засновао у Големом Селу, а после рата преселио се у тазбину у Власу, фамилија Марковци, па му је тада и пекара била у Власу. Пекао је мање хлеба, јер хлеб се пекао скоро у свакој кући, а више симити, симичики, што је био прави специјалитет у нашем крају. Били су тако бели и мирисни, за разлику од домаћег хлеба који је црн и када је од пшенице. Поред пекарског заната, бавио се и лечењем неких болести приручним средствима и алтернативом.
Јанча Марковић. Био је прави сеоски шерет, неписмен али пун разноразних знања, барем на речима. У оно време (непосредно после 2. светског рата) био је међу најстаријим становницима Власа и Пољанице, али виталан и ђаволит старац. Кроз село се кретао скоро редовно на оседланом коњу и стално нешто подвикивао. Знао је многе здравице и људи су га позивали на свадбе и друга весеља да их увесељава својим причама и несташлуцима.
Зарије Станковић (1926-1964). Један од првих факултетски образованих просветних радника у Пољаници. Био је у Власу учитељ, наставних, професор и директор Школе. Заслужан је за изградњу пута Власе - Врање, електрификацију Пољанице, изградњу школске зграде у Власу ... Погинуо у саобраћајној несрећи код код Марковог Калета на путу Власе – Врање.
Цане Доктор. Звао се Александар и није био доктор по образовању, био је болничар оспособљен у војсци, али је за Власе и целу Пољаницу значио исто колико и школовани доктори, па можда и више. Кућа му је била у средини села, одавно је био пензионер, од пољопривреде је радио мало око винограда, тако да је скоро увек био доступан, дању и ноћу. Десетак година после Другог светског рата Пољаница није имала амбуланту нити правог лекара, па је за Цанета било много посла. И сам је био нежног здравља, али се радо одазивао да помогне.
Миле Николић Шутил (1920-1996). Био је комплетан месар, способан да купи живинче, да га закоље, обради и прода у деловима, такорећи на грам. Куповао је и клао телад, јагњад и прасад. Имао је добру прођу, јер у то време у Пољаници месо није могло да се купи у продавници, а конкуренција му је била слаба.
Диса Дисић Браче, хармоникаш (1926-2004) . Био је један од првих хармоникаша у Власу, а можда и у Пољаници.. До његове појаве, у Пољаници су на свадбама и важнијим прославама свирали Цигани са својим блех оркестрима, а на кућним забавама у фрулу (дудук) свирали су многи обдарени појединци у селима Пољанице. Почео је да свира на кућним игранкама, затим на кућним прославама и славама, да би на крају освојио и сеоске саборе. Цигански оркестри били су скоро потпуно потиснути, осим за свадбе ту и тамо. Скоро да нема куће у коју није зашао и некада неким поводом стварао штимунг својом хармоником и не тако лошим певањем.
Станко Бакалин. Један од првих приватних трговаца у Власу. Продавницу (бакалницу) отворио је у близини Влашке цркве између два светска рата. После 2. светског рата није могао да опстане, затворио је бакалницу и бавио се ковачким занатом. Био је увек спреман за шалу и задиркивање са одраслима и са децом.
Василије Ђорђевић, чика Васа. Био је командант батаљона ЈВО у пољаничкој четничкој бригади јужноморавског четничког корпуса . У селу познат као частан човек пре и после рата. Волео је да поприча о свему и свачему, али најмање о ратним данима у она мутна времена. Суђен је и осуђен на 20 година затвора, а у затвору провео пуних 16. И после изласка из затвора био је ведрог духа, збијао многе шале и поживео још око 20 година.

## Демографија
У насељу Власе живи 337 пунолетних становника, а просечна старост становништва износи 43,7 година (42,8 код мушкараца и 44,6 код жена). У насељу има 141 домаћинство, а просечан број чланова по домаћинству је 2,96.
Ово насеље је у потпуности насељено Србима (према попису из 2002. године), а у последња три пописа, примећен је пад у броју становника.
|  |

| Демографија | Демографија | Демографија |
| Година      | Становника  | Становника  |
| ----------- | ----------- | ----------- |
| 1948.       | 663         |             |
| 1953.       | 666         |             |
| 1961.       | 588         |             |
| 1971.       | 584         |             |
| 1981.       | 503         |             |
| 1991.       | 461         | 461         |
| 2002.       | 417         | 423         |
| 2011.       | 338         |             |

| Етнички састав према попису из 2002.‍ | Етнички састав према попису из 2002.‍ | Етнички састав према попису из 2002.‍ | Етнички састав према попису из 2002.‍ | Етнички састав према попису из 2002.‍ |
| ------------------------------------ | ------------------------------------ | ------------------------------------ | ------------------------------------ | ------------------------------------ |
|                                      |                                      |                                      |                                      |                                      |
| Срби                                 | Срби                                 |                                      | 417                                  | 100,0%                               |
| непознато                            | непознато                            |                                      | 0                                    | 0,0%                                 |

| \| \| м \| \| \| ж \| \| ? \| 8 \| \| \| 10 \| \| 80+ \| 3 \| \| \| 5 \| \| 75—79 \| 8 \| \| \| 12 \| \| 70—74 \| 20 \| \| \| 20 \| \| 65—69 \| 12 \| \| \| 15 \| \| 60—64 \| 15 \| \| \| 18 \| \| 55—59 \| 8 \| \| \| 12 \| \| 50—54 \| 11 \| \| \| 10 \| \| 45—49 \| 11 \| \| \| 14 \| \| 40—44 \| 19 \| \| \| 10 \| \| 35—39 \| 14 \| \| \| 18 \| \| 30—34 \| 9 \| \| \| 11 \| \| 25—29 \| 8 \| \| \| 8 \| \| 20—24 \| 10 \| \| \| 4 \| \| 15—19 \| 15 \| \| \| 20 \| \| 10—14 \| 15 \| \| \| 14 \| \| 5—9 \| 10 \| \| \| 9 \| \| 0—4 \| 5 \| \| \| 6 \| \| Просек : \| 42,8 \| \| \| 44,6 \| |      |  |  |      |
| |      |  |  |      |
| | м    |  |  | ж    |
| ? | 8    |  |  | 10   |
| 80+ | 3    |  |  | 5    |
| 75—79 | 8    |  |  | 12   |
| 70—74 | 20   |  |  | 20   |
| 65—69 | 12   |  |  | 15   |
| 60—64 | 15   |  |  | 18   |
| 55—59 | 8    |  |  | 12   |
| 50—54 | 11   |  |  | 10   |
| 45—49 | 11   |  |  | 14   |
| 40—44 | 19   |  |  | 10   |
| 35—39 | 14   |  |  | 18   |
| 30—34 | 9    |  |  | 11   |
| 25—29 | 8    |  |  | 8    |
| 20—24 | 10   |  |  | 4    |
| 15—19 | 15   |  |  | 20   |
| 10—14 | 15   |  |  | 14   |
| 5—9 | 10   |  |  | 9    |
| 0—4 | 5    |  |  | 6    |
| Просек : | 42,8 |  |  | 44,6 |

| Година пописа     | 1948. | 1953. | 1961. | 1971. | 1981. | 1991. | 2002. |
| ----------------- | ----- | ----- | ----- | ----- | ----- | ----- | ----- |
| Број домаћинстава | 123   | 127   | 129   | 156   | 142   | 142   | 141   |

| Број чланова      | 1  | 2  | 3  | 4  | 5  | 6 | 7 | 8 | 9 | 10 и више | Просек |
| ----------------- | -- | -- | -- | -- | -- | - | - | - | - | --------- | ------ |
| Број домаћинстава | 25 | 45 | 17 | 29 | 17 | 6 | 2 | 0 | 0 | 0         | 2,96   |

| Пол    | Укупно | Неожењен/Неудата | Ожењен/Удата | Удовац/Удовица | Разведен/Разведена | Непознато |
| ------ | ------ | ---------------- | ------------ | -------------- | ------------------ | --------- |
| Мушки  | 171    | 41               | 111          | 16             | 3                  | 0         |
| Женски | 187    | 36               | 111          | 33             | 7                  | 0         |
| УКУПНО | 358    | 77               | 222          | 49             | 10                 | 0         |

| Пол    | Укупно                    | Пољопривреда, лов и шумарство | Рибарство                            | Вађење руде и камена | Прерађивачка индустрија       |
| ------ | ------------------------- | ----------------------------- | ------------------------------------ | -------------------- | ----------------------------- |
| Мушки  | 88                        | 22                            | 0                                    | 0                    | 29                            |
| Женски | 82                        | 23                            | 0                                    | 0                    | 47                            |
| Укупно | 170                       | 45                            | 0                                    | 0                    | 76                            |
|        |                           |                               |                                      |                      |                               |
| Пол    | Производња и снабдевање   | Грађевинарство                | Трговина                             | Хотели и ресторани   | Саобраћај, складиштење и везе |
| Мушки  | 2                         | 8                             | 5                                    | 0                    | 5                             |
| Женски | 0                         | 0                             | 6                                    | 0                    | 0                             |
| Укупно | 2                         | 8                             | 11                                   | 0                    | 5                             |
|        |                           |                               |                                      |                      |                               |
| Пол    | Финансијско посредовање   | Некретнине                    | Државна управа и одбрана             | Образовање           | Здравствени и социјални рад   |
| Мушки  | 0                         | 0                             | 5                                    | 8                    | 1                             |
| Женски | 0                         | 0                             | 0                                    | 5                    | 1                             |
| Укупно | 0                         | 0                             | 5                                    | 13                   | 2                             |
|        |                           |                               |                                      |                      |                               |
| Пол    | Остале услужне активности | Приватна домаћинства          | Екстериторијалне организације и тела | Непознато            | Непознато                     |
| Мушки  | 0                         | 0                             | 0                                    | 3                    | 3                             |
| Женски | 0                         | 0                             | 0                                    | 0                    | 0                             |
| Укупно | 0                         | 0                             | 0                                    | 3                    | 3                             |

## Галерија слика
- Прилаз из правца Ушевца
- Основна школа "20. октобар"
- Амбуланта
- Ветеринарска амбуланта
- Црква Светог Пророка Илије
- Стара школа, сада црквена капела
- Стара пошта
- Месна канцеларија и пошта 17507
- Пут за Г. Село (право) и Градњу (десно)
- Насеље око цркве, Насип и Росуља
- Сарајлије, Куртинци, Јусувци
- Махала Царинске Луке